# فولتا كولومبيا 2016
فولتا كولومبيا 2016 (بالإسبانية: Vuelta a Colombia "¡Infraestructura en Marcha!" 2016 )‏ هو سباق دراجات هوائية، وهو الموسم رقم 66 من السباق، وأقيم خلال الفترة 13 يونيو 2016، وحتى 26 يونيو 2016، وامتدّ لمسافة 1742.8 كيلومتر، وهو أحد سباقات طواف أمريكا للدراجات 2016، وهو من نوع سباق المرحلة، وهو من نوع سباق الدراجات، وقد شارك في السباق 156 متسابقاً ووصل إلى نهايته 105 متسابقاً.
فاز فيه بالمركز الأول ماوريسيو أورتيغا (دراج)، وبالمركز الثاني أوسكار سبييا ريبيرا، وبالمركز الثالث أليكس كانو، والفائز حسب ترتيب السرعة ستيفن ميتشو ‏، والفريق الفائز في ترتيب الفرق Equipo de ciclismo Coldeportes Zenú.

## المراحل
| المرحلة    | التاريخ  | الدورة                            | type                  | المسافة (كم) | الفائز بالمرحلة      | القائد العام        |
| ---------- | -------- | --------------------------------- | --------------------- | ------------ | -------------------- | ------------------- |
| المرحلة 1  | 13 يونيو | Turbaco ‏ – أرخونا ‏                | مرحلة سباق الزمن فردي | 11٫3         | أوسكار سبييا ريبيرا  | أوسكار سبييا ريبيرا |
| المرحلة 2  | 14 يونيو | كارتاهينا                         | مرحلة التلال          | 128٫6        | Fabio Montenegro ‏    | أوسكار سبييا ريبيرا |
| المرحلة 3  | 15 يونيو | سينسليخو – مونتيريا               | مرحلة مستوية          | 126٫8        | لوكاس سباستيان هايدو | أوسكار سبييا ريبيرا |
| المرحلة 4  | 16 يونيو | مونتيريا – Caucasia, Antioquia ‏   | مرحلة مستوية          | 118٫6        | خوان سباستيان مولانو | أوسكار سبييا ريبيرا |
| المرحلة 5  | 17 يونيو | بلدية يارومال – Bello, Antioquia ‏ | مرحلة متوسطة          | 113٫5        | لوكاس سباستيان هايدو | أوسكار سبييا ريبيرا |
| المرحلة 6  | 18 يونيو | ميديلين – Alto de Las Palmas ‏     | مرحلة تسلق الجبل زمني | 17           | ماوريسيو أورتيغا     | أوسكار سبييا ريبيرا |
| المرحلة 7  | 19 يونيو | Caldas, Antioquia ‏ – مانيزاليس    | مرحلة جبلية           | 183٫1        | ماوريسيو أورتيغا     | ماوريسيو أورتيغا    |
| المرحلة 8  | 21 يونيو | مانيزاليس – Santa Rosa de Cabal ‏  | مرحلة التلال          | 124٫9        | فرانك أوسوريو        | ماوريسيو أورتيغا    |
| المرحلة 9  | 22 يونيو | بيريرا – كالي                     | مرحلة مستوية          | 214٫8        | خايرو سالاس ‏         | ماوريسيو أورتيغا    |
| المرحلة 10 | 23 يونيو | بوغة ‏ – Salento, Quindío ‏         | مرحلة متوسطة          | 143          | Cristhian Montoya ‏   | ماوريسيو أورتيغا    |
| المرحلة 11 | 24 يونيو | Salento, Quindío ‏ – إيباغيه       | مرحلة جبلية           | 169          | الكسيس كاماتشو       | ماوريسيو أورتيغا    |
| المرحلة 12 | 25 يونيو | إيباغيه – Cota, Cundinamarca ‏     | مرحلة مستوية          | 218٫6        | خوان بابلو سواريز    | ماوريسيو أورتيغا    |
| المرحلة 13 | 26 يونيو | Sopó ‏ – تونخا                     | مرحلة التلال          | 173٫6        | Wilson Marentes ‏     | ماوريسيو أورتيغا    |

## النتيجة

### مرحلة 1
هي مرحلة من نوع سباق فردي ضد الساعة، أجريت في 13 يونيو 2016 فاز بالمرحلة أوسكار سبييا ريبيرا، ومتصدر الترتيب العام في نهاية المرحلة أوسكار سبييا ريبيرا.
| \| التصنيف العام \| التصنيف العام \| التصنيف العام \| التصنيف العام \| التصنيف العام \| \| العداء \| العداء \| الفريق \| الوقت \| \| \| ------------- \| ------------- \| ------------- \| ------------- \| ------------- \| |        |        |       |  |
| |        |        |       |  |
| |        |        |       |  |
| التصنيف العام |        |        |       |  |
| العداء | العداء | الفريق | الوقت |  |

===مرحلة 2===
هي مرحلة جبلية، أجريت في 14 يونيو 2016 فاز بالمرحلة Fabio Montenegro ‏، ومتصدر الترتيب العام في نهاية المرحلة أوسكار سبييا ريبيرا.
| \| التصنيف العام \| التصنيف العام \| التصنيف العام \| التصنيف العام \| التصنيف العام \| \| العداء \| العداء \| الفريق \| الوقت \| \| \| ------------- \| ------------- \| ------------- \| ------------- \| ------------- \| |        |        |       |  |
| |        |        |       |  |
| |        |        |       |  |
| التصنيف العام |        |        |       |  |
| العداء | العداء | الفريق | الوقت |  |

### مرحلة 3
هي مرحلة مسطحة، أجريت في 15 يونيو 2016 فاز بالمرحلة لوكاس سباستيان هايدو، ومتصدر الترتيب العام في نهاية المرحلة أوسكار سبييا ريبيرا.
| \| التصنيف العام \| التصنيف العام \| التصنيف العام \| التصنيف العام \| التصنيف العام \| \| العداء \| العداء \| الفريق \| الوقت \| \| \| ------------- \| ------------- \| ------------- \| ------------- \| ------------- \| |        |        |       |  |
| |        |        |       |  |
| |        |        |       |  |
| التصنيف العام |        |        |       |  |
| العداء | العداء | الفريق | الوقت |  |

### مرحلة 4
هي مرحلة مسطحة، أجريت في 16 يونيو 2016 فاز بالمرحلة خوان سباستيان مولانو، ومتصدر الترتيب العام في نهاية المرحلة أوسكار سبييا ريبيرا.
| \| التصنيف العام \| التصنيف العام \| التصنيف العام \| التصنيف العام \| التصنيف العام \| \| العداء \| العداء \| الفريق \| الوقت \| \| \| ------------- \| ------------- \| ------------- \| ------------- \| ------------- \| |        |        |       |  |
| |        |        |       |  |
| |        |        |       |  |
| التصنيف العام |        |        |       |  |
| العداء | العداء | الفريق | الوقت |  |

### مرحلة 5
هي مرحلة جبلية متوسطة، أجريت في 17 يونيو 2016 فاز بالمرحلة لوكاس سباستيان هايدو، ومتصدر الترتيب العام في نهاية المرحلة أوسكار سبييا ريبيرا.
| \| التصنيف العام \| التصنيف العام \| التصنيف العام \| التصنيف العام \| التصنيف العام \| \| العداء \| العداء \| الفريق \| الوقت \| \| \| ------------- \| ------------- \| ------------- \| ------------- \| ------------- \| |        |        |       |  |
| |        |        |       |  |
| |        |        |       |  |
| التصنيف العام |        |        |       |  |
| العداء | العداء | الفريق | الوقت |  |

### مرحلة 6
أجريت في 18 يونيو 2016 فاز بالمرحلة ماوريسيو أورتيغا (دراج)، ومتصدر الترتيب العام في نهاية المرحلة أوسكار سبييا ريبيرا.
| \| التصنيف العام \| التصنيف العام \| التصنيف العام \| التصنيف العام \| التصنيف العام \| \| العداء \| العداء \| الفريق \| الوقت \| \| \| ------------- \| ------------- \| ------------- \| ------------- \| ------------- \| |        |        |       |  |
| |        |        |       |  |
| |        |        |       |  |
| التصنيف العام |        |        |       |  |
| العداء | العداء | الفريق | الوقت |  |

### مرحلة 7
هي مرحلة جبلية، أجريت في 19 يونيو 2016 فاز بالمرحلة ماوريسيو أورتيغا (دراج)، ومتصدر الترتيب العام في نهاية المرحلة ماوريسيو أورتيغا (دراج).
| \| التصنيف العام \| التصنيف العام \| التصنيف العام \| التصنيف العام \| التصنيف العام \| \| العداء \| العداء \| الفريق \| الوقت \| \| \| ------------- \| ------------- \| ------------- \| ------------- \| ------------- \| |        |        |       |  |
| |        |        |       |  |
| |        |        |       |  |
| التصنيف العام |        |        |       |  |
| العداء | العداء | الفريق | الوقت |  |

### مرحلة 8
هي مرحلة جبلية، أجريت في 21 يونيو 2016 فاز بالمرحلة فرانك أوسوريو، ومتصدر الترتيب العام في نهاية المرحلة ماوريسيو أورتيغا (دراج).
| \| التصنيف العام \| التصنيف العام \| التصنيف العام \| التصنيف العام \| التصنيف العام \| \| العداء \| العداء \| الفريق \| الوقت \| \| \| ------------- \| ------------- \| ------------- \| ------------- \| ------------- \| |        |        |       |  |
| |        |        |       |  |
| |        |        |       |  |
| التصنيف العام |        |        |       |  |
| العداء | العداء | الفريق | الوقت |  |

### مرحلة 9
هي مرحلة مسطحة، أجريت في 22 يونيو 2016 فاز بالمرحلة خايرو سالاس ‏، ومتصدر الترتيب العام في نهاية المرحلة ماوريسيو أورتيغا (دراج).
| \| التصنيف العام \| التصنيف العام \| التصنيف العام \| التصنيف العام \| التصنيف العام \| \| العداء \| العداء \| الفريق \| الوقت \| \| \| ------------- \| ------------- \| ------------- \| ------------- \| ------------- \| |        |        |       |  |
| |        |        |       |  |
| |        |        |       |  |
| التصنيف العام |        |        |       |  |
| العداء | العداء | الفريق | الوقت |  |

### مرحلة 10
هي مرحلة جبلية متوسطة، أجريت في 23 يونيو 2016 فاز بالمرحلة Cristhian Montoya ‏، ومتصدر الترتيب العام في نهاية المرحلة ماوريسيو أورتيغا (دراج).
| \| التصنيف العام \| التصنيف العام \| التصنيف العام \| التصنيف العام \| التصنيف العام \| \| العداء \| العداء \| الفريق \| الوقت \| \| \| ------------- \| ------------- \| ------------- \| ------------- \| ------------- \| |        |        |       |  |
| |        |        |       |  |
| |        |        |       |  |
| التصنيف العام |        |        |       |  |
| العداء | العداء | الفريق | الوقت |  |

### مرحلة 11
هي مرحلة جبلية، أجريت في 24 يونيو 2016 فاز بالمرحلة الكسيس كاماتشو، ومتصدر الترتيب العام في نهاية المرحلة ماوريسيو أورتيغا (دراج).
| \| التصنيف العام \| التصنيف العام \| التصنيف العام \| التصنيف العام \| التصنيف العام \| \| العداء \| العداء \| الفريق \| الوقت \| \| \| ------------- \| ------------- \| ------------- \| ------------- \| ------------- \| |        |        |       |  |
| |        |        |       |  |
| |        |        |       |  |
| التصنيف العام |        |        |       |  |
| العداء | العداء | الفريق | الوقت |  |

### مرحلة 12
هي مرحلة مسطحة، أجريت في 25 يونيو 2016 فاز بالمرحلة خوان بابلو سواريز، ومتصدر الترتيب العام في نهاية المرحلة ماوريسيو أورتيغا (دراج).
| \| التصنيف العام \| التصنيف العام \| التصنيف العام \| التصنيف العام \| التصنيف العام \| \| العداء \| العداء \| الفريق \| الوقت \| \| \| ------------- \| ------------- \| ------------- \| ------------- \| ------------- \| |        |        |       |  |
| |        |        |       |  |
| |        |        |       |  |
| التصنيف العام |        |        |       |  |
| العداء | العداء | الفريق | الوقت |  |

### مرحلة 13
هي مرحلة جبلية، أجريت في 26 يونيو 2016 فاز بالمرحلة Wilson Marentes ‏، ومتصدر الترتيب العام في نهاية المرحلة ماوريسيو أورتيغا (دراج).
| \| التصنيف العام \| التصنيف العام \| التصنيف العام \| التصنيف العام \| التصنيف العام \| \| العداء \| العداء \| الفريق \| الوقت \| \| \| ------------- \| ------------- \| ------------- \| ------------- \| ------------- \| |        |        |       |  |
| |        |        |       |  |
| |        |        |       |  |
| التصنيف العام |        |        |       |  |
| العداء | العداء | الفريق | الوقت |  |

## التصنيف العام النهائي
| \| التصنيف العام \| التصنيف العام \| التصنيف العام \| التصنيف العام \| التصنيف العام \| \| العداء \| العداء \| الفريق \| الوقت \| \| \| ------------- \| -------------------------- \| --------------------------------------------- \| -------------- \| ------------- \| \| 1 \| ماوريسيو أورتيغا \| Supergiros–Alcaldía de Manizales [الإنجليزية]‏ \| 41 س 44 د 00 ث \| \| \| 2 \| أوسكار سبييا ريبيرا \| Nu Colombia [الإنجليزية]‏ \| + 2 ث \| \| \| 3 \| أليكس كانو \| Orgullo Paisa [الإنجليزية]‏ \| + 1 د 05 ث \| \| \| 4 \| فابيو دوارتي \| Nu Colombia [الإنجليزية]‏ \| + 3 د 20 ث \| \| \| 5 \| أليخاندرو راميريز \| Coldeportes Zenú [الإنجليزية]‏ \| + 3 د 47 ث \| \| \| 6 \| لويس فيليبي \| Coldeportes Zenú [الإنجليزية]‏ \| + 4 د 08 ث \| \| \| 7 \| Óscar Rivera [لغات أخرى]‏ \| EBSA Empresa de Energía Boyacá‏ \| + 4 د 33 ث \| \| \| 8 \| الكسيس كاماتشو \| GW–Shimano [الإنجليزية]‏ \| + 4 د 39 ث \| \| \| 9 \| كاميلو غوميز \| Coldeportes Zenú [الإنجليزية]‏ \| + 6 د 40 ث \| \| \| 10 \| Aldemar Reyes [الإنجليزية]‏ \| فريق مانزانا بوستوبون [الإنجليزية]‏ \| + 11 د 54 ث \| \| |                     |                                   |                |  |
| |                     |                                   |                |  |
| |                     |                                   |                |  |
| التصنيف العام |                     |                                   |                |  |
| العداء | العداء              | الفريق                            | الوقت          |  |
| 1 | ماوريسيو أورتيغا    | Supergiros–Alcaldía de Manizales ‏ | 41 س 44 د 00 ث |  |
| 2 | أوسكار سبييا ريبيرا | Nu Colombia ‏                      | + 2 ث          |  |
| 3 | أليكس كانو          | Orgullo Paisa ‏                    | + 1 د 05 ث     |  |
| 4 | فابيو دوارتي        | Nu Colombia ‏                      | + 3 د 20 ث     |  |
| 5 | أليخاندرو راميريز   | Coldeportes Zenú ‏                 | + 3 د 47 ث     |  |
| 6 | لويس فيليبي         | Coldeportes Zenú ‏                 | + 4 د 08 ث     |  |
| 7 | Óscar Rivera ‏       | EBSA Empresa de Energía Boyacá‏    | + 4 د 33 ث     |  |
| 8 | الكسيس كاماتشو      | GW–Shimano ‏                       | + 4 د 39 ث     |  |
| 9 | كاميلو غوميز        | Coldeportes Zenú ‏                 | + 6 د 40 ث     |  |
| 10 | Aldemar Reyes ‏      | فريق مانزانا بوستوبون ‏            | + 11 د 54 ث    |  |